# 奥尔特苏埃拉德奥森
奥尔特苏埃拉德奥森，是西班牙卡斯蒂利亚-拉曼恰瓜达拉哈拉省的一个市镇。总面积20平方公里，总人口79人（2001年），人口密度4人/平方公里。